# Potassic-magnesio-arfvedsonite
La potassic-magnesio-arfvedsonite (simbolo IMA: Pmarf) è un raro minerale del supergruppo dell'anfibolo, all'interno del quale viene collocato nel "gruppo degli anfiboli con W(OH,F,Cl)-dominante" e da lì al sottogruppo degli anfiboli di sodio dove occupa un posto nel "gruppo contenente la radice arfvedsonite nel nome"; essendo un anfibolo, appartiene agli inosilicati e pertanto alla famiglia minerale dei "silicati", e possiede composizione chimica KNa2(Mg4Fe3+)Si8O22(OH)2.
La potassic-magnesio-arfvedsonite è definita con:
- catione potassio dominante in posizione A
- catione magnesio bivalente Mg2+ dominante in posizione C2+
- catione ferro ferrico Fe3+ dominante in posizione C3+
- anione idrossile OH dominante in posizione W.

## Etimologia e storia
La potassic-magnesio-arfvedsonite, che prima della revisione della nomenclatura degli anfiboli del 2012 si chiamava in modo molto simile (potassic magnesio-arfvedsonite), prende il proprio nome per via del suo contenuto di potassio e magnesio, e dalla sua relazione con l'arfvedsonite.

## Classificazione
La classica nona edizione della sistematica dei minerali di Strunz, aggiornata dall'Associazione Mineralogica Internazionale (IMA) fino al 2009, elenca la potassic-magnesio-arfvedsonite nella classe "9. Silicati (germanati) e nella sottoclasse "9.D Inosilicati"; questa viene suddivisa più finemente in base alla struttura cristallina del minerale, in modo tale che la potassic-magnesio-arfvedsonite possa essere trovata nella sezione "9.DE Inosilicati con catene doppie di periodo 2, Si4O11; clinoanfiboli" dove forma il sistema nº 9.DE.25.
Questa classificazione resta invariata anche nell'edizione successiva, proseguita dal database "mindat.org".

## Abito cristallino
La potassic-magnesio-arfvedsonite cristallizza nel sistema monoclino nel gruppo spaziale C2/m (gruppo nº 12) con le costanti di reticolo a = 9,9804(11) Å, b = 18,0127(19) Å, c = 5,2971(16) Å e β = 104,341(2)°.

## Origine e giacitura
La potassic-magnesio-arfvedsonite è piuttosto rara ed è stata trovata solo in pochi siti: la sua località tipo è il plutone "Buhovo-Seslavtsi" (42.78333°N 23.56667°E) nel distretto di Sofia (Bulgaria); nella miniera di "Cerchiara" presso Borghetto di Vara (Liguria, Italia); a Kvaløya (Norvegia) e a Falmouth (Cornovaglia, Inghilterra); a Šebkovice (Repubblica Ceca).
Fuori dall'Europa, la potassic-magnesio-arfvedsonite è stata trovata sull'isola di Baffin (Terranova e Labrador, Canada); nel distretto di Nalgonda (India); nella miniera di "Iimori" (prefettura di Wakayama, Giappone); nella confluenza dei fiumi Čara e Tokko (nell'Aldanskij ulus), sui monti Khibiny (oblast' di Murmansk) e Daldyn (nel Mirninskij ulus), tutti in Russia.

## Forma in cui si presenta in natura
La potassic-magnesio-arfvedsonite forma cristalli prismatici o aciculari, solitamente lunghi 0,2-0,5 mm, ma forma anche cluster isometrici e arrotondati o aggregati policristallini. Il minerale è traslucido con lucentezza vitrea; il colore è marrone-verdastro, mentre quello del suo striscio è grigio-verde.

## Proprietà ottiche
La potassic-magnesio-arfvedsonite mostra un forte pleocroismo con colori che variano dal giallo-verde chiaro lungo {\displaystyle x}, al verde lungo {\displaystyle y}, al marrone-viola scuro lungo {\displaystyle z}.